# Ларсон, Боб
Боб Ларсон (англ. Bob Larson; род. 28 мая 1944, Лос-Анджелес, Калифорния) — американский радио и телевангелист, экзорцист и пастор Церкви Духовной Свободы в США в городе Финикс, в штате Аризона. Боб Ларсон является автором многочисленных книг по экзорцизму, а также книг критикующих рок-музыку, оккультизм, сатанизм, нью-эйдж, разоблачает существование так называемых пришельцев с НЛО. Читает лекции и проповеди и занимается экзорцизмом в разных странах мира. Создатель Международной Школы Экзорцизма (International School of Exorcism), где обучают людей как нужно изгонять бесов. Ведёт свой канал на YouTube, ориентированный на освобождение людей от бесов. Проводит онлайн стримы на YouTube, на которых занимается освобождением людей в прямом эфире и отвечает на вопросы в чате. Занимается индивидуальным экзорцизмом по Skype.
Три его дочери (Бренни Ларсон, Тесс, Саванна Сшеккенбак), продолжают дело отца, они также занимаются экзорцизмом.
Несмотря на свой возраст Боб Ларсон, продолжает заниматься служением освобождения.

## Жизнь и карьера
Ларсон родился в райне Уэствуд (Лос-Анджелес), Калифорния, сын Виолы (урождённой Баум) и Эрла Ларсона. Воспитывался в Маккуте, штат Небраска.
Ларсон в молодом возрасте начал петь и играть на гитаре; он утверждал, что его ранние переживания как музыканта привели к его опыту по поводу оккультного и разрушительного влияния в рок-музыке. После своего покаяния о обращения ко Христу он начал свою карьеру в 1960-х годах как евангелист антирок-музыки, написав около десяти книг, разоблачающих зло рок-н-ролла между 1967 и 1988; эта тема также доминировала в его первые годы в ток-радио-шоу "Talk Back", премьера которого состоялась в 1982 году.

### Talk Back
«Talk Back» — двухчасовое дневное радио шоу, которое появилось в 1982 году, ориентированное главным образом на подростков и часто ориентированное на подростковые темы. В своей передаче он предлагал поклонникам рока позвонить в его передачу, где он дискутировал с ними в прямом эфире. Каждое такое шоу включало в себя по крайней мере одного звонившего, которого вели к принятию Христа в прямом эфире.
К концу 1980-х годов в том, что должно было дать определение его более позднему служению, Ларсон часто был услышан, исполняя экзорцизмы звонивших в эфире. Темы сатанизма и сатанинского ритуального надругательства были частыми темами обсуждения в его передаче.

## Личная жизнь
Женат на Лауре Ларсон, имеет трёх дочерей — Бренни Ларсон, Тесс, Саванна Сшеккенбак.
Христианин.
В молодости пел и играл на гитаре песни в стиле го́спел.

## Экзорцизм
Опытный экзорцист, занимается экзорцизмом в США и многих других странах мира. Его приглашают в разные страны для проповедования, обучения экзорцизму и для изгнания бесов. Он бывал в разных странах мира в том числе в Украине, Латвии и в России.
Отличительной чертой служения Боба Ларсона считается душевное исцеление и разрушение проклятий, в том числе родовых проклятий. Боб Ларсон не отрицает психиатрическую помощь, если она необходима человеку. Он признаёт существование защитного механизма, который может проявляться после травматического опыта человека под названием множественное расстройство личности и важности отличия при экзорцизме не путать альтернативную личность (альтер-эго) самого человека от беса, который поселился в теле человека. Через грех бес обретает легальное право находиться в человеке. Боб Ларсон пытается понять, что это за грех, через который бес получил легалоное право и зашёл в человека и разрушить это легальное право беса над человеком, информацию об этом Боб Ларсон узнаёт при общении как с самим человеком или его альтер-эго или при общении с самим бесом, который внутри человека. Боб Ларсон подтверждает свой подход библейскими текстами.

Он использует библию как духовный меч против бесов при экзорцизме, основываясь на стихе из Библии Ефесянам 6:17(б).
17. ... и меч духовный, который есть Слово Божие. Ефесянам 6:17(б)
Он ведёт служение Интернациональной Школы Экзорцизма (англ. International School of Exorcism), где обучает людей из разных стран изгонять бесов.
Три дочери — Бренни Ларсон, Тесс, Саванна Сшеккенбак — иногда тоже участвуют в международных поездках с отцом и изгоняют бесов. Дочь Тесс рассказывает, что первый экзорцизм она совершила над своей подругой из школы.
Боб Ларсон также практикует изгнание бесов по Skype, один на один. Многие сомнительно относятся к интернет-экзорцизму, так как одержимый человек не находится рядом, и нельзя до конца контролировать его действия.
Учит людей как защитить свои семьи от атаки бесов.
Осенью 2008 года у Боб Ларсона появилось собственное реалити-телешоу на канале Sci-Fi «Real Exorcist» (Настоящий экзорцист).
Сегодня Ларсон остается активным в своем возрасте. Его служение говорит, что предлагает альтернативное средство консультирования людям и помощи тем, у которых есть проблемы с насилием, членовредительством, множественными расстройствами личности, сатанинскими ритуалами или растлением.

### Вероучение
Боб Ларсон верит, что все бесы мужского рода, но они могут преобретать женский облик. 

## Критика
Некоторые считают, что не все идеи Боб Ларсона подтверждаются библией, что часть его идей основана на его духовном личном опыте со сверхестественным.

## Книги
Боб Ларсон написал больше 30 книг
- Rock & Roll: The Devil’s Diversion (Creation House[англ.], 1967)
- Hippies, Hindus, and Rock & Roll (Creation House, 1969)
- Rock & the Church (Creation House, 1971)
- The Day Music Died (Creation House, 1972) ISBN 0-88419-030-7
- Hell on Earth (Creation House, 1974) ISBN 0-88419-072-2
- Babylon Reborn (Creation House, 1976) ISBN 0-88419-006-4
- The day music died (Bob Larson Ministries, 1978) ISBN 0884190307 / ISBN 9780884190301)
- Rock, Practical Help for Those Who Listen to the Words and Don’t like What They Hear (Tyndale, 1980) ISBN 0-8423-5685-1
- Larson’s Book of Cults (Tyndale House Publishers, Wheaton, Ill, 1982) ISBN 0-8423-2104-7 / ISBN 9780842321044
- Larson’s Book of Family Issues (Tyndale, 1986) ISBN 0-8423-2459-3
- Strange Cults in America (Tyndale, 1986) ISBN 0-8423-6675-X
- Larson’s Book of Rock (Tyndale, 1987) ISBN 0-8423-5687-8
- Your Kids and Rock (Tyndale, 1988) ISBN 0-8423-8611-4
- Satanism: the Seduction of America’s Youth (Lightning Source[англ.], 1989) ISBN 0-8407-3034-9
- Straight Answers on the New Age (Thomas Nelson[англ.], 1989) ISBN 0-8407-3032-2
- Tough Talk About Tough Issues (Tyndale, 1989) ISBN 0-8423-7297-0
- Larson’s New Book of Cults (Tyndale, 1989) ISBN 0-8423-2860-2
- Dead Air: A Novel (Thomas Nelson, 1991) ISBN 0-8407-7638-1
- Abaddon: A Novel (Thomas Nelson, 1993) ISBN 0-8407-7796-5
- The Senator’s Agenda (Thomas Nelson, 1995) ISBN 0-7852-7879-6
- In The Name of Satan: How the Forces of Evil Work and What You Can Do to Defeat Them (Thomas Nelson, 1996) ISBN 0-7852-7881-8
- UFO’s and the Alien Agenda (Thomas Nelson, 1997) ISBN 0-7852-7182-1
- Extreme Evil: Kids Killing Kids (Nelson Reference, 1999) ISBN 0-7852-6870-7
- Larson’s Book of Spiritual Warfare (Nelson, 1999) ISBN 0-7852-6985-1
- Shock Talk: The Exorcist Files (WestBow, 2001) ISBN 0-7852-7009-4
- Larson's Book of World Religions and Alternative Spirituality (Tyndale House Publishers 2004) ISBN 084236417X / ISBN 9780842364171
- DEAD AIR (Thomas Nelson, 2009) ISBN 1404185739 / ISBN 9781404185739
- Demon-Proofing Prayers: Bob Larson’s Guide to Winning Spiritual Warfare (Destiny Image, 2011)
- Set Your Family Free: Breaking Satan's Assignments Against Your Household (Published by Destiny Image Publishers 2017) Bob Larson, Laura Larson. ISBN 0768412242 / ISBN 9780768412246

### Книги которые переведены на русский
- НЛО и цели пришельцев (2007) ISBN 5-232-00872-2
- Молитвы, изгоняющие демонов. Путеводитель по духовной войне. (издатель книги Новое поколение, 2013)
- Иезавель. Как победить твоего духовного врага №1 (издатель книги Новое поколение, 2015)
- Изгнание демонов (издатель книги Новое поколение, 2017)
- Разрушение проклятий (издатель книги Новое поколение)

## Дискография
- I've Got The Lord (1960)
- Bob Larson Speaks Out: Rock Music (1972)
- The Humorous Gospel Songs Of Bob Larson LP (1980)
- Popular Delusions
- Peace Within My Soul (1980)
- Shamea Obedience (1980)
- Home In The Rockies
- One Step From God